# DrefQuila
DrefQuila, pseudonimo di Claudio Ignacio Montaño Cuera (Coquimbo, 13 novembre 1997), è un rapper, cantante e produttore discografico cileno.
Montaño Cuera è conosciuto per i suoi brani A fuego, Ella busca, Olvídeta, El miedo, Que será, Lo mio demasiao e Sin culpa (quest'ultimo cantato con il rapper argentino Duki).
DrefQuila è considerato in Cile come uno dei trapper più importanti e influenti, visto che ha un contratto con una major discografica internazionale, la Warner Music Group.

## Biografia
DrefQuila nasce il 13 novembre 1997 a Coquimbo e completò lì i suoi studi. Il cileno si avvicina al rap a 12 anni. Pubblica il brano Cotidiano de movimiento original, considerato da DrefQuila il suo primo amore.
L'anno seguente comincia a lavorare sui freestyle.
Nel 2016 diventa il primo trapper cileno a superare 1 milione di visualizzazioni con un solo brano su YouTube.

### Gli inizi
I primi singoli del cileno, Que Será, Ella Busca, Tamo'Tranquilo, Olvídate, I Want Gold, El plan, Untitled, Demasiao e A fuego , finirono in tendenza su YouTube Cile.
Nel 2014 pubblica il suo primo album, Valium, che ottenne un discreto riconoscimento.
L'anno successivo pubblica Cold e Amatista. Nel 2017 pubblica l'EP Dolce Beijo e l'album in studio Giddy up.

### Il contratto con la major, Aqua e Kun
L'anno successivo firma e lascia tutti i suoi diritti alla WMG. Lancia il suo primo singolo, Fe dopo aver firmato con la major. Subito dopo annuncia il suo nuovo album, Aqua.
Nel dicembre 2018 pubblica con Duki, il maggior esponente di trap in Argentina, il singolo Sin culpa. Con il singolo i due ottengono decine di milioni di ascolti fra YouTube e Spotify
Fra il 2018 e il 2019 partecipa a vari festival musicali nazionali.
Nel 2020 pubblica l'album Kun.

## Discografia

### Album in studio
- 2016 – Amatista
- 2017 – Lost Files
- 2018 – Trend
- 2018 – Aqua
- 2020 – Kun
- 2021 – Claudito Sunshine

### Album dal vivo
- 2021 – Una flor en el cemento (con Leid)

### EP
- 2018 – Dolce beijo
- 2018 – Giddy Up
- 2021 – Aunque estén todos mirando
- 2022 – Diablo santo

### Singoli
- 2016 – Que será (feat. Dsorden)
- 2017 – A fuego
- 2017 – Tranquilo
- 2017 – Olvídate
- 2017 – I Want Gold (feat. Crisor)
- 2017 – El plan
- 2017 – Untitled
- 2017 – Demasiao
- 2018 – Olvida el miedo
- 2018 – El juego
- 2018 – Carácter
- 2018 – Fe
- 2018 – Exhibicionista
- 2019 – Juguete (con Izaak e WC no Beat)
- 2019 – Tu droga
- 2019 – Popcorn
- 2019 – Drefquila: Bzrp Music Sessions, Vol.7 (con Bizarrap)
- 2019 – Nos vamos
- 2019 – Me entiendes
- 2019 – Nadie va a molestar
- 2019 – Jenner (feat. Tommy Boysen)
- 2020 – Benz (feat. Marlon Breezy)
- 2020 – Surprise (feat. Polimá Westcoast)
- 2020 – Tukum
- 2020 – Una estrella
- 2020 – Ring
- 2020 – To' tu size
- 2020 – Mariao
- 2021 – Túnel
- 2021 – Despreocupado
- 2022 – Huella letal
- 2022 – Acelero (con Adione)
- 2022 – Janguear (con Harry Nach)
- 2022 – Otra canción de amor
- 2022 – Willy Ronka
- 2022 – Funkysolo
- 2023 – Nalgaje (con Ceaese)
- 2023 – Tú me mientes (con Kidd Voodoo)